# Ryszard Zub
Ryszard Zub (ur. 24 marca 1934 w Gołogórach, zm. 11 stycznia 2015 w Padwie) – polski szermierz szablista, trzykrotny medalista olimpijski i wielokrotny medalista mistrzostw świata.
Zub reprezentował kluby Piast Gliwice, Baildon Katowice i Legia Warszawa. Jego trenerem był Węgier Janos Kevey. Należy do najbardziej utytułowanych polskich olimpijczyków. Na igrzyskach olimpijskich w Melbourne w 1956 roku razem z Jerzym Pawłowskim, Wojciechem Zabłockim, Markiem Kuszewskim, Andrzejem Piątkowskim i Zygmuntem Pawlasem był drugi w turnieju drużynowym. Na rozgrywanych cztery lata później igrzyskach olimpijskich w Rzymie wspólnie z Pawłowskim, Zabłockim, Kuszewskim, Piątkowskim i Emilem Ochyrą ponownie zdobył srebrny medal. W turnieju indywidualnym odpadł w ćwierćfinałach. Brał też udział w igrzyskach olimpijskich w Tokio w 1964 roku, gdzie reprezentacja Polski w składzie: Pawłowski, Zub, Piątkowski, Ochyra i Zabłocki zajęła trzecie miejsce. Indywidualnie tym razem nie startował.
Podczas mistrzostw świata w Paryżu w 1957 roku Pawłowski, Zabłocki, Pawlas, Piątkowski, Kuszewski i Zub zajęli trzecie miejsce w zawodach drużynowych. W tej samej konkurencji zdobywał następnie złote medale na mistrzostwach świata w Budapeszcie (1959), mistrzostwach świata w Turynie (1961), mistrzostwach świata w Buenos Aires (1962) i mistrzostwach świata w Gdańsku (1963).
Po zakończeniu kariery zawodniczej był trenerem w Polsce i we Włoszech.